# Аурангабад (округ, Махараштра)
Аурангаба́д (маратхи औरंगाबाद जिल्हा; англ. Aurangabad) — округ в индийском штате Махараштра. Образован 1 мая 1960 года. Административный центр — город Аурангабад. Площадь округа — 10 107 км². По данным всеиндийской переписи 2001 года население округа составляло 2 897 013 человек. Уровень грамотности взрослого населения составлял 72,9 %, что выше среднеиндийского уровня (59,5 %). Доля городского населения составляла 37,5 %.